# جواد طوسی
جواد طوسی (زاده سال ۱۳۳۴ در تهران) منتقد سینماست. وی قاضی بازنشسته دادگستری است. وی در حال حاضر وکیل دادگستری و دبیر کمسیون فرهنگ و هنر کانون وکلای دادگستری مرکز و نایب رئیس انجمن منتقدان و نویسندگان سینمایی ایران است.

## فعالیت‌ها
- وی از سال۱۳۶۲ برای ماهنامه سینمایی فیلم نقد می‌نویسد و با این مجله‌ها همکاری داشته‌است: «دنیای تصویر»، «فیلم ویدئو»، «گزارش فیلم» و «سینما»
- عضو هیئت داوران بخش مسابقه داخلی سینمای ایران (دوره ۱۹ و ۲۵)
- عضو هیئت انتخاب فیلم‌های بخش مسابقه سینمای ایران و فیلم‌های کوتاه در بیست و دومین جشنواره فیلم فجر

## کارگردان
- قهرمان آخر ۱۳۹۴

## بازیگر
- وحشی ۱۴۰۳
- خائن کشی ۱۳۹۹
- هزاران چشم ۱۳۸۲
- میعاد در سپیده‌دم ۱۳۷۷
- هزاران زن مثل من ۱۳۷۰
- روایت عشق ۱۳۶۴

## قدردانی
- در فیلم سینمایی زیر پوست شهر (رخشان بنی اعتماد) محصول سال ۱۳۷۹ از جواد طوسی تشکر شده‌است.
- در فیلم سینمایی روز روشن (حسین شهابی) محصول سال ۱۳۹۱ از جواد طوسی تشکر شده‌است.